# Course de groupe (obstacle)
 (avril 2021).
La mise en forme du texte ne suit pas les recommandations de Wikipédia : il faut le « wikifier ».
Les points d'amélioration suivants sont les cas les plus fréquents :
- Les titres sont pré-formatés par le logiciel. Ils ne sont ni en capitales, ni en gras.
- Le texte ne doit pas être écrit en capitales (les noms de famille non plus), ni en gras, ni en italique, ni en « petit »…
- Le gras n'est utilisé que pour surligner le titre de l'article dans l'introduction, une seule fois.
- L'italique est rarement utilisé : mots en langue étrangère, titres d'œuvres, noms de bateaux, etc.
- Les citations ne sont pas en italique mais en corps de texte normal. Elles sont entourées par des guillemets français : « et ».
- Les listes à puces sont à éviter, des paragraphes rédigés étant largement préférés. Les tableaux sont à réserver à la présentation de données structurées (résultats, etc.).
- Les appels de note de bas de page (petits chiffres en exposant, introduits par l'outil «  Source ») sont à placer entre la fin de phrase et le point final[comme ça].
- Les liens internes (vers d'autres articles de Wikipédia) sont à choisir avec parcimonie. Créez des liens vers des articles approfondissant le sujet. Les termes génériques sans rapport avec le sujet sont à éviter, ainsi que les répétitions de liens vers un même terme.
- Les liens externes sont à placer uniquement dans une section « Liens externes », à la fin de l'article. Ces liens sont à choisir avec parcimonie suivant les règles définies. Si un lien sert de source à l'article, son insertion dans le texte est à faire par les notes de bas de page.
- La présentation des références doit suivre les conventions bibliographiques. Il est recommandé d'utiliser les modèles {{Ouvrage}}, {{Chapitre}}, {{Article}}, {{Lien web}} et/ou {{Bibliographie}}. Le mode d'édition visuel peut mettre en forme automatiquement les références.
- Insérer une infobox (cadre d'informations à droite) n'est pas obligatoire pour parachever la mise en page.

Pour une aide détaillée, merci de consulter Aide:Wikification.
Si vous pensez que ces points ont été résolus, vous pouvez retirer ce bandeau et améliorer la mise en forme d'un autre article.
Pour les articles homonymes, voir Course de groupe.
Les courses de Groupe - ou épreuves classiques/semi-classiques - sont les courses les plus prestigieuses et les mieux dotées dans les disciplines du sport hippique,,. 
Cet article est consacré à présenter les différentes courses de groupe d'obstacle. 
Les courses de Groupe sont divisées en trois catégories : les courses de niveau Groupe I, les courses de niveau Groupe II et les courses de niveau Groupe III. 

## Liste

### France

#### Groupe I
| Mois     | Nom de la course                 | Type          | Hippodrome | Distance (en mètres) | Âge        |
| -------- | -------------------------------- | ------------- | ---------- | -------------------- | ---------- |
| Mai      | Grand Steeple-Chase de Paris     | Steeple-chase | Auteuil    | 6 000                | 5 ans et + |
| Mai      | Prix Ferdinand Dufaure           | Steeple-chase | Auteuil    | 4 300                | 4 ans      |
| Juin     | Prix Alain-du-Breil              | Haies         | Auteuil    | 3 900                | 4 ans      |
| Juin     | Grande Course de Haies d'Auteuil | Haies         | Auteuil    | 5 100                | 5 ans et + |
| Novembre | Grand Prix d'Automne             | Haies         | Auteuil    | 4 800                | 5 ans et + |
| Novembre | Prix Maurice-Gillois             | Steeple-chase | Auteuil    | 4 400                | 4 ans      |
| Novembre | Prix Cambacérès                  | Haies         | Auteuil    | 3 600                | 3 ans      |
| Novembre | Prix La Haye Jousselin           | Steeple-chase | Auteuil    | 5 500                | 5 ans et + |
| Novembre | Prix Renaud du Vivier            | Haies         | Auteuil    | 3 900                | 4 ans      |

### Royaume-Uni

#### Groupe I
| Mois            | Race Name                         | Type          | Hippodrome | Distance (mesures anglaises) | Âge        |
| --------------- | --------------------------------- | ------------- | ---------- | ---------------------------- | ---------- |
| Janvier         | Tolworth Novices' Hurdle          | Haies         | Sandown    | 2m                           | 4 ans et + |
| Janvier         | Clarence House Chase              | Steeple-chase | Ascot      | 2m 1f                        | 5 ans et + |
| Janvier/Février | Scilly Isles Novices' Chase       | Steeple-chase | Sandown    | 2m 4½f                       | 5 ans et + |
| Février         | Ascot Chase                       | Steeple-chase | Ascot      | 2m 5f                        | 5 ans et + |
| Mars            | Supreme Novices' Hurdle           | Haies         | Cheltenham | 2m ½f                        | 4 ans et + |
| Mars            | Arkle Challenge Trophy            | Steeple-chase | Cheltenham | 2m                           | 5 ans et + |
| Mars            | Champion Hurdle                   | Haies         | Cheltenham | 2m ½f                        | 4 ans et + |
| Mars            | Close Brothers Mares' Hurdle      | Haies         | Cheltenham | 2m 4f                        | 4 ans et + |
| Mars            | Ballymore Novices' Hurdle         | Haies         | Cheltenham | 2m 5f                        | 4 ans et + |
| Mars            | Brown Advisory Novices' Chase     | Steeple-chase | Cheltenham | 3m ½f                        | 5 ans      |
| Mars            | Queen Mother Champion Chase       | Steeple-chase | Cheltenham | 2m                           | 5 ans      |
| Mars            | Champion Bumper                   | Plat (Hunt)   | Cheltenham | 2m ½f                        | 4 à 6 ans  |
| Mars            | Marsh Novices' Chase              | Steeple-chase | Cheltenham | 2m 4f                        | 5 ans      |
| Mars            | Ryanair Chase                     | Steeple-chase | Cheltenham | 2m 5f                        | 5 ans et + |
| Mars            | Stayers' Hurdle                   | Haies         | Cheltenham | 3m                           | 4 ans et + |
| Mars            | Triumph Hurdle                    | Haies         | Cheltenham | 2m 1f                        | 4 ans      |
| Mars            | Albert Bartlett Novices' Hurdle   | Haies         | Cheltenham | 3m                           | 4 ans et + |
| Mars            | Cheltenham Gold Cup               | Steeple-chase | Cheltenham | 3m 2½f                       | 5 ans et + |
| Avril           | Manifesto Novices' Chase          | Steeple-chase | Aintree    | 2m 4f                        | 5 ans et + |
| Avril           | Anniversary 4-Y-O Novices' Hurdle | Haies         | Aintree    | 2m 1f                        | 4 ans      |
| Avril           | Betway Bowl                       | Steeple-chase | Aintree    | 3m 1f                        | 5 ans et + |
| Avril           | Aintree Hurdle                    | Haies         | Aintree    | 2m 4f                        | 4 ans et + |
| Avril           | Top Novices' Hurdle               | Haies         | Aintree    | 2m ½f                        | 4 ans et + |
| Avril           | Mildmay Novices' Chase            | Steeple-chase | Aintree    | 3m 1f                        | 5 ans et + |
| Avril           | Melling Chase                     | Steeple-chase | Aintree    | 2m 4f                        | 5 ans et + |
| Avril           | Sefton Novices' Hurdle            | Haies         | Aintree    | 3m ½f                        | 4 ans et + |
| Avril           | Mersey Novices' Hurdle            | Haies         | Aintree    | 2m 4f                        | 4 ans et + |
| Avril           | Maghull Novices' Chase            | Steeple-chase | Aintree    | 2m                           | 5 ans et + |
| Avril           | Ryanair Stayers’ Hurdle           | Haies         | Aintree    | 3m ½f                        | 4 ans et + |
| Avril           | Celebration Chase                 | Steeple-chase | Sandown    | 2m                           | 5 ans et + |
| Novembre        | Betfair Chase                     | Steeple-chase | Haydock    | 3m 1½f                       | 5 ans et + |
| Décembre        | Fighting Fifth Hurdle             | Haies         | Newcastle  | 2m                           | 4 ans et + |
| Décembre        | Henry VIII Novices' Chase         | Steeple-chase | Sandown    | 2m                           | 4 ans et + |
| Décembre        | Tingle Creek Chase                | Steeple-chase | Sandown    | 2m                           | 4 ans et + |
| Décembre        | Long Walk Hurdle                  | Haies         | Ascot      | 3m 1f                        | 4 ans et + |
| Décembre        | Kauto Star Novices' Chase         | Steeple-chase | Kempton    | 3m                           | 4 ans et + |
| Décembre        | Christmas Hurdle                  | Haies         | Kempton    | 2m                           | 4 ans et + |
| Décembre        | King George VI Chase              | Steeple-chase | Kempton    | 3m                           | 4 ans et + |
| Décembre        | Finale Juvenile Hurdle            | Haies         | Chepstow   | 2m ½f                        | 3 ans      |
| Décembre        | Challow Novices' Hurdle           | Haies         | Newbury    | 2m 4½f                       | 4 ans et + |